# Osteoporose
Osteoporose is het gevolg van afgenomen botmassa en verstoring van de botmatrix, hierdoor is de botdichtheid verlaagd. Dit leidt tot een afname van de sterkte van de botten en een verhoogd risico op botbreuken, van met name de wervelkolom, heup, pols, bovenarm en bekken. Het risico op breuken neemt toe met de leeftijd; het betreft met name personen die ouder dan 75 jaar zijn. Een op de twee vrouwen en een op de vijf mannen van 50 jaar of ouder zal ten minste een botbreuk ten gevolge van osteoporose oplopen.

## Oorzaken
Tussen het twintigste en dertigste levensjaar bereiken de botten hun maximale massa (piekbotmassa). Voor een goede botopbouw zijn hoogwaardige voeding, niet te veel vet en suiker, met voldoende vitamine D, magnesium en calcium, lichaamsbeweging/sport en bij voorkeur ten minste een kwartier per dag blootstelling aan zonlicht van belang. Tussen het veertigste en zestigste levensjaar begint de botmassa af te nemen. Dit is het gevolg van toegenomen afbraak van bot door osteoclasten en verminderde botvorming door osteoblasten. Leeftijdsgebonden veranderingen van de botten zijn de belangrijkste oorzaak van osteoporose. De afgenomen hoeveelheid oestrogenen na de menopauze verhoogt het risico op botverlies bij vrouwen. Botverlies bij mannen treedt vooral op vanaf het zeventigste levensjaar, en komt vaker voor bij mannen met tekorten in de productie van testosteron en oestrogeen. Een tekort aan vitamine D en hyperparathyreoïdie komen relatief veel voor bij ouderen en kunnen bijdragen aan de ziekte. Andere zaken die kunnen bijdragen zijn verminderde lichaamsbeweging, roken, meer dan drie glazen alcoholhoudende drank per dag, langdurig gebruik van orale (via de mond ingenomen) glucocorticoïden (bijvoorbeeld prednison, cortisol) en een afgenomen productie van IGF-1.
Een van de belangrijkste oorzaken is gebrek aan belasting: bot groeit tegen de verdrukking in. Astronauten hebben na langer verblijf in de ruimte allemaal last van osteoporose. De eerste therapie is belasten, trainen met gewichten.

## Risicogroep
Kleinere piekbotmassa, versterkt botverlies vanaf de menopauze en een hogere gemiddelde leeftijd, leiden ertoe dat vrouwen een verhoogd risico op osteoporose hebben. Glucocorticoïden worden door hen die 75 jaar of ouder zijn 2,5 keer zoveel gebruikt als gemiddeld, en zijn een bekende oorzaak van osteoporose. Er bestaan (internationale) richtlijnen voor de preventie en behandeling van osteoporose die door orale glucocorticoïden wordt veroorzaakt.
Risicofactoren voor osteoporose - onafhankelijk van de botdichtheid
- Immobiliteit
- Leeftijd
- Botbreuk na het 50ste levensjaar
- Moeder met gebroken heup (erfelijke aanleg)
- Behandeling met orale glucocorticoïden
- Roken
- Te laag lichaamsgewicht en anorexia
- BMI ≤ 19
- Alcohol, meer dan 3 eenheden per dag
- Reumatoïde artritis
- Vallen
- Onvoldoende calcium en vitamine D in de voeding

Risicofactoren voor osteoporose - afhankelijk van de botdichtheid
- Onbehandeld hypogonadisme
- Malabsorptie
- Ziekte van het endocrien systeem
- Chronische nierziekte
- Chronische leverziekten
- COPD
- Immobiliteit
- aromataseremmers, androgeendeprivatietherapie, SSRI[2]

## Diagnose
De Wereldgezondheidsorganisatie definieert osteoporose op basis van botdichtheid of botmineraaldichtheid van het bot van de wervelkolom en bovenste deel van het dijbeen. Deze wordt gemeten met röntgenabsorptie (Dual Energy X-ray Absorptiometry of DEXA-meting (bot-densitometrie), ook als DXA afgekort). Als een BMD wordt gemeten die 2.5 standaardafwijkingen lager is dan een normale piekbotmassa, classificeert men dit als osteoporose. Ultrageluid en een perifere DEXA kunnen gebruikt worden om in te schatten of er wellicht sprake is van de aandoening, en om te beoordelen of een volledige DEXA aangewezen is.

### Onderzoek om secundaire oorzaak osteoporose uit te sluiten
- Bepaling van het aantal witte bloedcellen, rode bloedcellen en bloedplaatjes
- Lever– en nierfunctie tests
- Botfunctie tests (calcium, fosfaat en alkalische fosfatase)
- Serum immunoglobulines en paraproteïne, Bence Jones eiwit in de urine
- Schildklierfunctie tests

## Behandeling

### Niet-medicamenteus
Vallen draagt in belangrijke mate mee aan het veroorzaken van breuken, met name bij verzwakte, oudere personen. Verschillende maatregelen kunnen het vallen verminderen. Bijvoorbeeld vermindering van het gebruik van slaapmiddelen en kalmeringsmiddelen (benzodiazepinen). Van belang is verder voldoende vitamine D, calcium en magnesium in de voeding, eventueel als supplement. Sporten c.q. het doen van oefeningen heeft een gunstig effect en roken en alcoholmisbruik worden afgeraden. Fysiotherapie en verlichting van pijn zijn aanvullende behandelvormen. Hulpmiddelen zijn er in de vorm van een rollator of heupbeschermers. Men kan de woonomgeving analyseren, om ervoor te zorgen dat het risico in huis te struikelen minimaal is.
Osteoporotische fracturen en dan vooral die van de heup of van een wervel veroorzaken klachten zoals pijn en verminderde levenskwaliteit en verhogen de mortaliteit. Patiënten met deze fracturen wordt vaak aangeraden oefeningen te doen ter vermindering van pijn en herstellen van functionele beweging. Het is onduidelijk of oefeningen vallen of fracturen kunnen voorkomen. Een Cochrane-review bekeek studies die het effect van oefeningen of andere actieve interventies van ten minste vier weken vergeleken met een controle-interventie (geen interventie, een placebo, niet actieve of geen oefeninterventie). Deelnemers aan de studies waren ten minste 40 jaar oud die een wervelfractuur (spontaan of door een minimaal trauma) hadden gehad. De belangrijkste uitkomstmaten waren het aantal vallen en het aantal fracturen. Daarnaast bekeken de studies ook pijn, lichamelijk functioneren en welzijn. De review bevat negen studies met in totaal 749 deelnemers, hieronder waren 68 mannen. Er waren verschillende resultaten: Het is onzeker of oefeningen het aantal fracturen vermindert omdat de zekerheid van het bewijs zeer laag was. Ook het effect op vallen is onzeker. Oefeningen hebben waarschijnlijk een klein effect op het lichamelijk functioneren, maar het effect is te klein om belangrijk te zijn. Individuele studies laten kleine verschillen zien in het voordeel van de oefengroepen op uitkomstmaten zoals pijn, maximale wandelsnelheid en ziekte specifieke levenskwaliteit maar de effectgrootte is meestal niet klinisch relevant. Drie studies rapporteerden vier neveneffecten gerelateerd aan de oefeningen (kraakbeenfractuur van een rib, ribfractuur, knie pijn, irritatie op tape), maar ook hiervoor is de zekerheid van het bewijs erg laag. De studie concludeert dat het onzeker is dat actieve oefentherapie, valpreventie of wervelfracturen kan voorkomen bij patiënten met osteoporotische wervelfracturen.

### Medicamenteus
- Bij hoog fractuurrisico en behandeling met bisfosfonaat:

bij geen inname van zuivelproducten: 1000 mg extra calcium/dag in tabletvorm
bij 1 tot 3 porties zuivelproducten/dag: 500 mg extra calcium/dag in tabletvorm
bij ≥ 4 porties zuivelproducten: geen extra calcium.
- Bij matig en hoog fractuurrisico: adviseer 800 IE (20 μg) vitamine D per dag

bij indicatie voor vitamine D en calcium: geef een combinatiepreparaat met 500 mg calcium en 880 of 800 IE vitamine D. Een combinatiepreparaat is beschikbaar in een bruisgranulaat(calciumcitraat) en in tabletvorm(calciumcarbonaat).
- Bij hoog fractuurrisico: geef een bisfosfonaat oraal.

Verschillende soorten geneesmiddelen kunnen worden gebruikt. Bisfosfonaten, raloxifeen en hormoonsuppletie gaan de botafbraak tegen. Strontiumranelaat remt botafbraak en stimuleert botvorming, en bijschildklier hormoon (anabool).
| Geneesmiddelen bij osteoporose  | Geneesmiddelen bij osteoporose | Geneesmiddelen bij osteoporose                                       | Geneesmiddelen bij osteoporose |
| Middel                          | Naam                           | Dosering                                                             | Toedieningsweg                 |
| ------------------------------- | ------------------------------ | -------------------------------------------------------------------- | ------------------------------ |
| alendroninezuur                 | Fosamax                        | 70 mg eenmaal per week of 5-10 mg per dag, gedurende vijf jaar       | oraal, via de mond             |
| etidroninezuur/calciumcarbonaat | Didrokit                       | 400 mg per dag gedurende 2 weken, dit elke 3 maanden herhalen        | oraal                          |
| ibandroninezuur                 | Bondronat, Bonviva             | 150 mg eenmaal per maand tablet, 3 mg eenmaal per 3 maanden injectie | oraal of injectie              |
| risedroninezuur                 | Actonel                        | 35 mg eenmaal per week of 5 mg per dag                               | oraal                          |
| raloxifeen                      | Evista                         | 60 mg per dag                                                        | oraal                          |
| strontiumranelaat               | Protelos                       | 2 g per dag                                                          | oraal                          |
| teriparatide                    | Forsteo; Movymia               | 20 mg per dag, gedurende twee jaar, plus 3 jaar zoledroninezuur      | onderhuidse injectie / infuus  |
| parathyreoïdhormoon             | Preotact                       | 100 μg eenmaal per dag                                               | onderhuidse injectie           |
| Zoledroninezuur                 | Aclasta                        | 5 mg; 1 keer per jaar, gedurende 3 jaar                              | per infuus                     |

Bovenstaande middelen (behalve etidroninezuur en parathyreoïdhormoon) worden als de meest effectieve voor de behandeling van osteoporose beschouwd. Sommige auteurs beschouwen alendroninezuur en risedroninezuur, mede op basis van hun effectiviteit, als middelen van eerste keuze.
De fabrikant van Fosamax, Merck, wordt in de Verenigde Staten door gebruikers wegens paradoxale dijbeenbreuken aangeklaagd. Deze breuken zijn zeer zeldzaam, maar vragen desondanks om verder onderzoek aangezien de oorzaak onbekend is. Vermoed wordt dat een deel van het antwoord erin ligt dat de osteoblasten het nieuwe bot op het oude bot plaatsen, dat door Fosamax minder wordt afgebroken, waardoor de kwaliteit van het bot niet optimaal is.